# Havia embridada
L'havia embridada (Chlorothraupis frenata) és un ocell de la família dels cardinàlids (Cardinalidae)(Thraupidae) que ha estat considerada una subespècie de Chlorothraupis carmioli fins als treballs de Ridgely et Greenfield 2001.

## Hàbitat i distribució
Viu al sotabosc de la selva humida del sud-est de Colòmbia, sud-est del Perú i nord de Bolívia i est de l'Equador.